# Denkmalschutzgesetz (Rheinland-Pfalz)
Das Denkmalschutzgesetz (DSchG) regelt seit Mai 1978 den Denkmalschutz in Rheinland-Pfalz. Es gilt heute in einer Fassung, die es 2014 erhalten hat.

## Aufgaben des Denkmalschutzes
Aufgabe des Denkmalschutzes und der Denkmalpflege sind Erhalt und Pflege von Kulturdenkmälern, außerdem deren wissenschaftliche Erforschung und das Einbeziehen der Ergebnisse dieser Forschung in die öffentliche Bildung und Erziehung. Kulturdenkmäler sollen in die Landesplanung, städtebaulichen Entwicklungen, den Naturschutz und die Landschaftspflege einbezogen und einer sinnvollen Nutzung zugeführt werden.

## Erhalt und Pflege von Kulturdenkmälern
Eigentümer, Besitzer und Verfügungsberechtigte sind im Rahmen des Zumutbaren verpflichtet Kulturdenkmäler zu erhalten und zu pflegen. Die Belange des Denkmalschutzes und der Denkmalpflege, sowie die Verpflichtungen aus der Welterbekonvention der UNESCO sind bei Maßnahmen und Planungen, insbesondere der Bauleitplanung, zu berücksichtigen.

## Organisation des Denkmalschutzes

### Denkmalschutzbehörde
Für die Durchführung des Denkmalschutzgesetzes sind die Denkmalschutzbehörden zuständig. 
- Oberste Denkmalschutzbehörde ist das für Denkmalpflege zuständige Ministerium für Bildung, Wissenschaft, Weiterbildung und Kultur
- Obere Denkmalschutzbehörde ist die Aufsichts- und Dienstleistungsdirektion
- Untere Denkmalschutzbehörden sind die Kreisverwaltungen und die Stadtverwaltungen der kreisfreien Städte[3]

### Denkmalfachbehörde
Denkmalfachbehörde ist die Generaldirektion Kulturelles Erbe Rheinland-Pfalz (GDKE). Sie nimmt die fachlichen Angelegenheiten des Denkmalschutzes und der Denkmalpflege wahr. Zu ihren Aufgaben gehört es, Kulturdenkmäler systematisch aufzunehmen, auszuwerten, die Denkmalliste zu führen, die Denkmalschutzbehörden und die Eigentümer von Kulturdenkmälern zu beraten, sowie das Verständnis der Öffentlichkeit für Denkmalschutz und Denkmalpflege zu fördern.
Die GDKE wurde zum 1. Januar 2007 eingerichtet und vereinigt in sich das Landesamt für Denkmalpflege Rheinland-Pfalz und die Landesmuseen in Trier, Mainz und Koblenz. Die Generaldirektion ist eine obere Landesbehörde, die dem Ministerium für Bildung, Wissenschaft, Jugend und Kultur direkt unterstellt ist. Sitz der Generaldirektion Kulturelles Erbe ist Mainz. Am 1. August 2008 wurde  Thomas Metz Generaldirektor, bis dahin Direktor des Landesmuseums Koblenz. Die Aufgaben der Denkmalpflege werden in der Direktion Burgen, Schlösser, Altertümer und den Direktionen Landesarchäologie und Landesdenkmalpflege nach abgestimmten Zielvorgaben selbständig durchgeführt. Die Direktion Landesarchäologie hat vier Standorte in Trier, Mainz, Speyer und Koblenz. Bis zur Gründung der Generaldirektion waren in diesen Sitzstädten staatliche Ämter für Vor- und Frühgeschichte selbständig tätig.

### Landesbeirat für Denkmalpflege
Die oberste Denkmalschutzbehörde und die Denkmalfachbehörde werden durch den Landesbeirat für Denkmalpflege beratend unterstützt. Von ihm werden Anregungen und Empfehlungen gegeben, sowie Anliegen der Öffentlichkeit im Rahmen von Denkmalpflege und Denkmalschutz betreut. Die Mitglieder des Landesbeirates für Denkmalpflege sind ehrenamtlich tätig und sollen Sachverständige des Fachgebietes Denkmalschutz und Denkmalpflege sein.

## Kulturdenkmäler

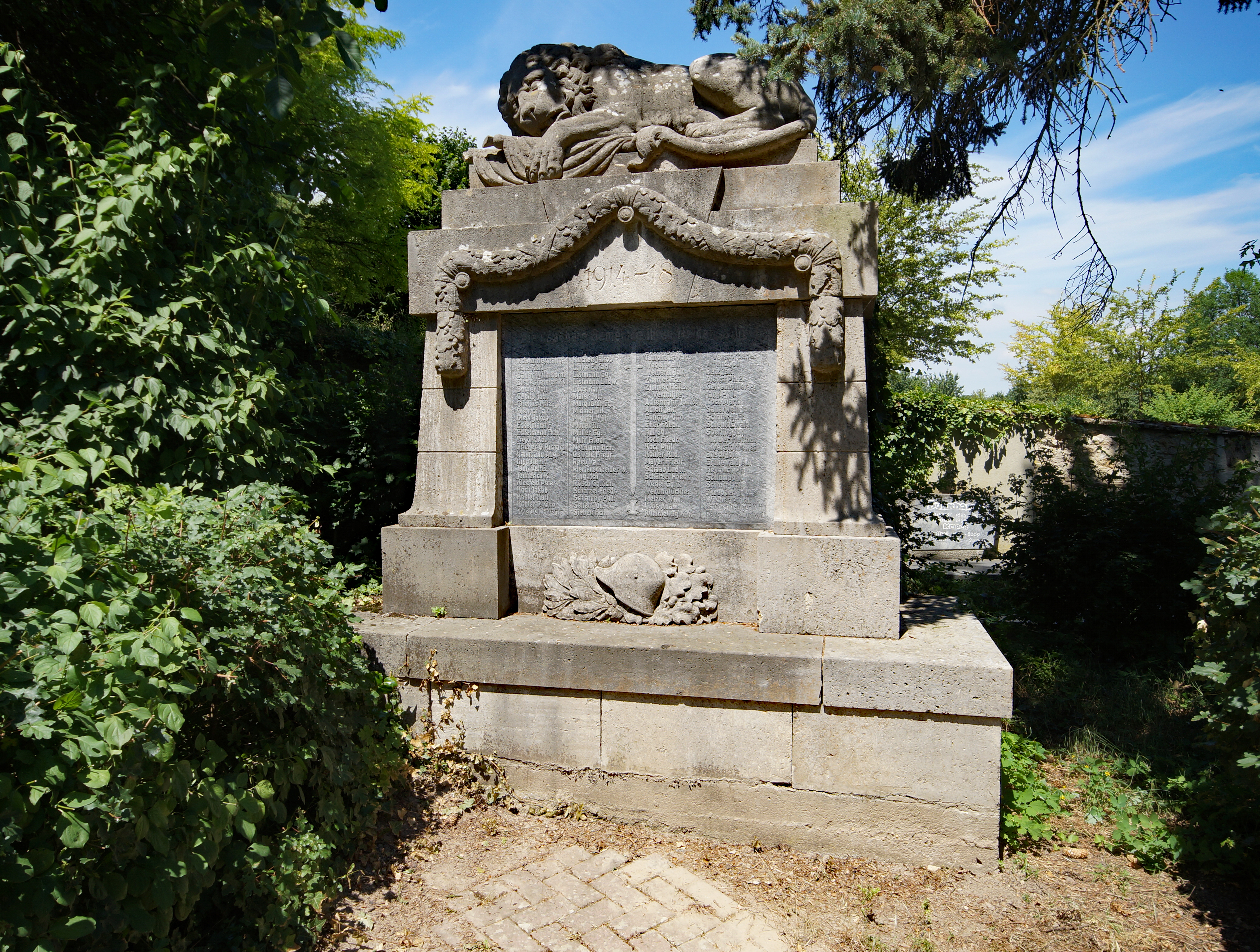
Kulturdenkmal nach dem Denkmalschutzgesetz des Landes Rheinland-Pfalz: Kriegerdenkmal zum Ersten Weltkrieg in Guntersblum

Kulturdenkmal ist ein Gegenstand, wenn aus geschichtlichen, wissenschaftlichen, künstlerischen oder städtebaulichen Gründen ein öffentliches Interesse an seinem Erhalt besteht. Es gibt unbewegliche und bewegliche Kulturdenkmäler, ein Begriffspaar, das aus dem Sachenrecht übernommen wurde. 

### Unbewegliche Kulturdenkmäler
Zu den unbeweglichen Kulturdenkmälern gehören ortsfeste Einzeldenkmäler und Bauwerke, sowie Denkmalzonen. Denkmalzonen sind eine Mehrheit von Objekten, bei denen vor allem das Gesamterscheinungsbild denkmalbedeutend ist. Sie können deshalb auch Gegenstände umfassen, die selbst keine Kulturdenkmäler sind.

### Bewegliche Kulturdenkmäler
Bewegliche Kulturdenkmäler sind bewegliche Einzelgegenstände und Sammlungen oder Gesamtheiten von Einzelgegenständen.

### Bodendenkmäler

#### Definition
Kulturdenkmäler sind außerdem Spuren oder Überreste menschlichen, tierischen oder pflanzlichen Lebens, an deren Erhalt, Pflege oder wissenschaftlicher Erforschung und Dokumentation ein öffentliches Interesse besteht. Dieser Kulturdenkmalbegriff schließt also auch paläontologische Denkmäler ein, eigentlich: Naturdenkmäler, die durch diese Formulierung, eine Legalfiktion, zu Kulturdenkmälern erklärt werden.

#### Fund von Bodendenkmälern
Wird eine Sache gefunden, die herrenlos ist, oder so lange verborgen war, dass ihr Eigentümer nicht mehr zu ermitteln ist, liegt ein Fund vor. Wenn bei der Entdeckung eines Gegenstandes anzunehmen ist, dass es sich um ein Kulturdenkmal handelt, ist der Fund der Denkmalfachbehörde als Bodendenkmal unverzüglich anzuzeigen. Fund und Fundstelle sind bis zu einer Woche nach Anzeige des Fundes in unverändertem Zustand zu erhalten und wenn nötig und möglich auf geeignete Weise vor Gefahren zu schützen. Wenn es sich um bewegliche Funde handelt, kann die Denkmalfachbehörde diesen zur wissenschaftlichen Bearbeitung vorübergehend in Besitz nehmen.

#### Schatzregal
In Rheinland-Pfalz gibt es ein Schatzregal für Bodenfunde. Diese werden bei ihrem Auffinden Eigentum des Landes Rheinland-Pfalz, wenn sie von besonderer wissenschaftlicher Bedeutung sind, bei staatlichen Nachforschungen oder in Grabungsschutzgebieten entdeckt wurden.

#### Nachforschungsgenehmigungen und Bauarbeiten
Für Geländebegehungen und Nachforschungen, insbesondere mit Metalldetektoren, und Ausgrabungen mit dem Ziel, Kulturdenkmäler zu entdecken, ist eine Genehmigung der unteren Denkmalschutzbehörde erforderlich. Außerdem müssen Erd- und Bauarbeiten rechtzeitig bei der Denkmalfachbehörde angezeigt werden, wenn zu erwarten ist, dass Kulturdenkmäler entdeckt werden. Im Rahmen des Zumutbaren können Bauträger zu einer Erstattung der Kosten für die archäologische oder paläontologische Nachforschung vor Beginn der Bauarbeiten verpflichtet werden (Verursacherprinzip).

#### Grabungsschutzgebiete
Wenn in einem abgegrenzten Gebiet die begründete Vermutung besteht, dass dort Kulturdenkmäler verborgen sind, kann durch eine Rechtsverordnung dieses Gebiet als Grabungsschutzgebiet ausgewiesen werden. Jedes Vorhaben in einem Grabungsschutzgebiet, das ein Kulturdenkmal gefährden könnte, bedarf der Genehmigung der unteren Denkmalschutzbehörde.

### Denkmalliste
Von der Denkmalfachbehörde wird eine Denkmalliste geführt, in die die unbeweglichen Kulturdenkmäler eingetragen werden. Einsicht in diese Denkmalliste ist jedem gestattet. Für bewegliche Kulturdenkmäler wird eine gesonderte Liste geführt, in die nur denjenigen Einsicht gestattet wird, die ein berechtigtes Interesse darlegen.

## Veränderung oder Instandsetzung von Kulturdenkmälern
Geschützte Kulturdenkmäler dürfen nur mit Genehmigung
- zerstört, abgebrochen, zerlegt oder beseitigt,
- umgestaltet oder sonst in ihrem Bestand verändert,
- in ihrem Erscheinungsbild nicht nur vorübergehend beeinträchtigt werden oder
- von ihrem Standort entfernt

werden.
Diese Genehmigung wird erteilt, wenn dies den Belangen des Denkmalschutzes nichts entgegensteht oder Belange des Gemeinwohls oder private Interessen überwiegen, denen nicht auf andere Weise Rechnung getragen werden kann. Der Antrag auf Genehmigung muss schriftlich bei der unteren Denkmalschutzbehörde eingereicht werden. Auch die Instandsetzung eines Kulturdenkmals gilt als umgestalten oder sonst im Bestand verändern im Sinne dieser Vorschrift und muss genehmigt werden.

## Besondere Bestimmungen für Kirchen und Religionsgemeinschaften
Bei Kulturdenkmälern, die dem Gottesdienst oder sonstigen Kulthandlungen dienen, haben die kultischen oder seelsorgerischen Belange der Kirche oder Religionsgemeinschaften Vorrang. Maßnahmen zu Instandsetzung, Erhalt und Pflege dieser Kulturdenkmäler müssen mit der Denkmalfachbehörde und der unteren Denkmalschutzbehörde nur abgestimmt, nicht von diesen gestattet werden. Das Gleiche gilt auch für Nachforschungen, Arbeiten und Vorhaben auf den Grundstücken dieser Kulturdenkmäler.